# Alex Flórez
Alex Xavier Flórez Hernández (Cartagena de Indias, 19 de mayo de 1991) es un abogado y político colombiano. Ha sido representante del movimiento estudiantil, concejal de Medellín. Fue elegido senador de la República por el Pacto Histórico en las elecciones legislativas de Colombia de 2022.

## Biografía
Nació en Cartagena de Indias, desde su niñez vivió en Sincelejo y se radicó en Medellín. Estudió derecho en la Universidad de Medellín con un préstamo de ICETEX, donde fue líder estudiantil y vocero del paro nacional universitario en 2018 por los recursos y manejos de la educación pública.
Su trayectoria en la política se inició como concejal de Medellín entre 2020 por el partido Independientes con su mentor Daniel Quintero Calle. En noviembre de 2021 renuncia para aspirar al Senado de la República. En 2022 fue elegido como Senador de la República de Colombia gracias al apoyo de Gustavo Petro.

## Controversias
El 2 de septiembre de 2022 dentro su función como Senador, protagonizó un altercado con los policías y empleados del Hotel Caribe tras de negarle el ingreso con una mujer que no cumplía la políticas del hotel en estado de embriaguez con agresiones y insultos soeces.
La comisión de ética del Senado lo suspendió por la conducta ineacuada. La Procuraduría lo citó para declarar por conducta indisciplinaria durante el llamado de atención y lo suspendió por ocho meses. Pidió disculpas a los policías por agredir  y insultar a través de su declaración pública.